# إدارة باندو
إدارة باندو (بالإنجليزية: Pando Department)‏ هي إدارة في بوليفيا، عاصمتها هي كوبيخا،

## جغرافيا
تقع الإدارة في شمال بوليفيا وتتاخم الحدود مع البرازيل والبيرو تبلغ مساحتها 63٬827٫0 كيلومتر مربع.

### الموقع
تشترك في الحدود مع:
- محافظة بني
- إدارة لا باز

## التقسيمات الإدارية
- Abuná Province [الإنجليزية]‏
- Federico Román Province [الإنجليزية]‏
- مقاطعة مادر دي ديوس  [لغات أخرى]‏
- Manuripi Province [الإنجليزية]‏.

## ديموغرافيا
بلغ عدد سكانها 110٬436 نسمة، في 2012،